# Clara Wiedemann
Clara Laura Wiedemann, född Mitscherlich 1827, död 1914, var en tysk översättarinna. Hon var dotter till Eilhard Mitscherlich och i äktenskap med Gustav Heinrich Wiedemann mor till Eilhard och Alfred Wiedemann. 
Clara Wiedemann översatte arbeten av John Tyndall, "Die Wärme" (fjärde upplagan 1894), "Das Licht" (andra upplagan 1895), "Der Schall" (tredje upplagan 1897), "Die Gletscher der Alpen" (1898), "In den Alpen" (1899); de tre sistnämnda i samarbete med Anna von Helmholtz.